# Evangeline Parish
Das Evangeline Parish (französisch Paroisse d'Évangéline) ist ein Parish im Bundesstaat Louisiana der Vereinigten Staaten. Bei der Volkszählung im Jahr 2020 hatte das Parish 32.350 Einwohner und eine Bevölkerungsdichte von 18,8 Einwohnern pro Quadratkilometer. Der Verwaltungssitz (Parish Seat) ist Ville Platte.

## Geographie
Das Parish liegt etwas westlich des geografischen Zentrums von Louisiana, ist im Süden etwa 100 km vom Golf von Mexiko, im Westen ebenfalls etwa 100 km von Texas entfernt und hat eine Fläche von 1760 Quadratkilometern, wovon 40 Quadratkilometer Wasserfläche sind. Es grenzt an folgende Parishes:
|              | Rapides Parish                              | Avoyelles Parish  |
| Allen Parish | Kompassrose, die auf Nachbargemeinden zeigt | St. Landry Parish |
|              | Acadia Parish                               |                   |

## Geschichte
Das Evangeline Parish wurde 1910 aus Teilen des St. Landry Parish gebildet. Die ersten Siedler waren Deutsche, Franzosen, Spanier, Schotten und Iren, wobei der französische Anteil der Bevölkerung am größten war und sich bis heute ein französisch-kreolischer Mix erhalten hat.
Der Name geht auf das Gedicht Evangeline von Henry Wadsworth Longfellow zurück.
Sechs Bauwerke des Parish sind im National Register of Historic Places eingetragen (Stand 4. November 2017).

## Demografische Daten

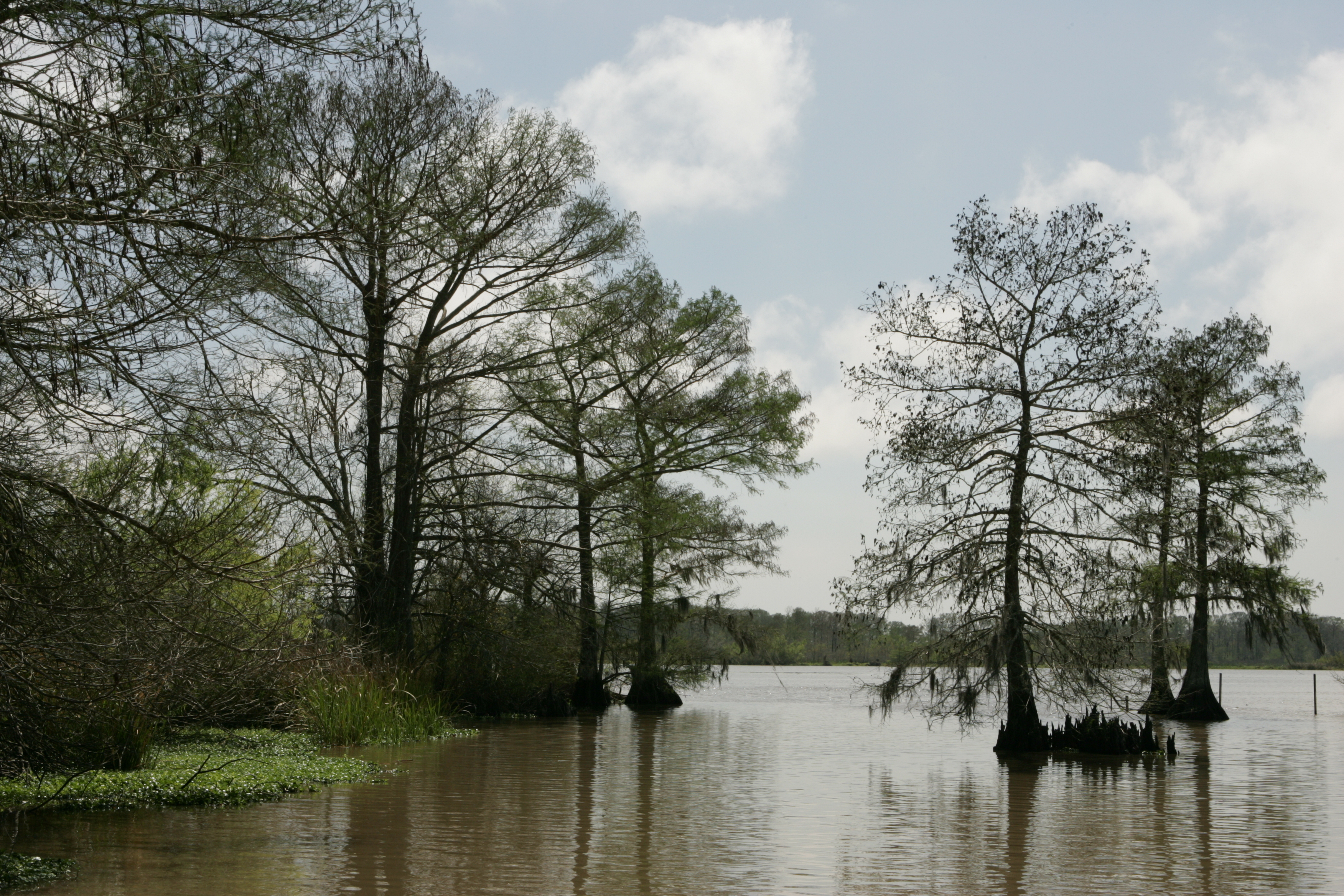
Das Lacassine National Wildlife Refuge

Nach der Volkszählung im Jahr 2000 lebten im Evangeline Parish 35.434 Menschen in 12.736 Haushalten und 9.157 Familien. Die Bevölkerungsdichte betrug 21 Einwohner pro Quadratkilometer. Ethnisch betrachtet setzte sich die Bevölkerung zusammen aus 70,42 Prozent Weißen, 28,57 Prozent Afroamerikanern, 0,23 Prozent amerikanischen Ureinwohnern, 0,14 Prozent Asiaten, 0,01 Prozent Bewohnern aus dem pazifischen Inselraum und 0,18 Prozent aus anderen ethnischen Gruppen; 0,46 Prozent stammten von zwei oder mehr Ethnien ab. 1,04 Prozent der Bevölkerung waren spanischer oder lateinamerikanischer Abstammung, die verschiedenen der genannten Gruppen angehörten.
Von den 12.736 Haushalten hatten 38,0 Prozent Kinder und Jugendliche unter 18 Jahre, die bei ihnen lebten. 52,3 Prozent waren verheiratete, zusammenlebende Paare, 15,5 Prozent waren allein erziehende Mütter, 28,1 Prozent waren keine Familien, 25,8 Prozent waren Singlehaushalte und in 11,9 Prozent lebten Menschen im Alter von 65 Jahren oder darüber. Die Durchschnittshaushaltsgröße betrug 2,64 und die durchschnittliche Familiengröße lag bei 3,19 Personen.
Auf das gesamte Parish bezogen setzte sich die Bevölkerung zusammen aus 29,6 Prozent Einwohnern unter 18 Jahren, 9,6 Prozent zwischen 18 und 24 Jahren, 27,6 Prozent zwischen 25 und 44 Jahren, 20,4 Prozent zwischen 45 und 64 Jahren und 12,8 Prozent waren 65 Jahre alt oder darüber. Das Durchschnittsalter betrug 34 Jahre. Auf 100 weibliche kamen statistisch 99,4 männliche Personen. Auf 100 Frauen im Alter von 18 Jahren oder darüber kamen 98,1 Männer.
Das jährliche Durchschnittseinkommen eines Haushalts betrug 20.532 USD, das Durchschnittseinkommen der Familien betrug 27.243 USD. Männer hatten ein Durchschnittseinkommen von 30.386 USD, Frauen 16.793 USD. Das Prokopfeinkommen betrug 11.432 USD. 27,2 Prozent der Familien 32,2 Prozent der Bevölkerung lebten unterhalb der Armutsgrenze. Davon waren 39,1 Prozent Kinder oder Jugendliche unter 18 Jahre und 31,0 Prozent waren Menschen über 65 Jahre.

## Orte im Parish
- Barber Spur
- Basile1
- Bayou Chicot
- Beaver
- Belair Cove
- Centerville
- Chataignier
- Clarks Landing
- Clearwater
- Cypress Creek
- Dossman
- Easton
- Gray Point
- Johnson Landing
- Lake Cove
- Lone Pine
- Mamou
- Meridian
- Nobrac
- Pine Prairie
- Point Blue
- Reddell
- Saint Landry
- Tate Cove
- Turkey Creek
- Tyrone
- Unatex
- Vidrine
- Ville Platte

1 – teilweise im Acadia Parish